# Liste der Wappen im Landkreis Friesland
Diese Liste beinhaltet alle in der Wikipedia gelisteten Wappen des Landkreises Friesland in Niedersachsen.

## Landkreis Friesland
| Landkreis | Wappen | Kommentare |
| --------- | ------ | --- |
| Friesland |        | Genehmigt durch den Niedersächsischen Minister des Innern am 26. April 1962: „In Blau ein rot bewehrter goldener Löwe, begleitet oben von je einem silbernen Ankerkreuz.“ Am 1. Januar 1939 wurde das 1933 gebildete oldenburgische Amt Friesland in Landkreis Friesland umbenannt, der 1946 als Teil des Landes Oldenburg zum neu gegründeten Land Niedersachsen kam. Er wurde am 1. August 1977 aufgelöst, aber zum 1. Januar 1980 wiederhergestellt. |

## Städte und Gemeinden
| Stadt oder Gemeinde | Wappen | Kommentare |
| ------------------- | ------ | --- |
| Gemeinde Bockhorn   |        | Genehmigt durch den Niedersächsischen Minister des Innern 1950: „In Gold ein aufspringer roter Hirschbock, unten ein blaues Horn mit goldenen Beschlägen und schwarzer Fessel.“ |
| Stadt Jever         |        | Wappen beruht auf bei Erneuerung der Stadtrechte 1752 verliehenem Siegel: „In Blau eine silberne Burg mit drei rot bedachten Spitztürmen, deren mittlerer höher ist; darüber die goldenen Großbuchstaben D V M G; in der blauen Toröffnung ein rot bewehrter goldener Löwe; beiderseits des Tores ein roter Palisadenzaun.“ Das heutige Stadtwappen wurde im Auftrag der Stadt Jever Ender der 1960er Jahre durch den Heraldiker Hermann Lübbing neugestaltet. |
| Gemeinde Sande      |        | Genehmigt durch den Niedersächsischen Minister des Innern 1950: „Gespalten von Gold und Blau; vorne das rote Obergeschoß eines Turmes mit Fenster, darüber eine spitze grüne Haube; hinten ein schwarz bewehrter goldener Löwe über drei goldenen Wellenleisten.“ |
| Stadt Schortens     |        | Schortens führt in Rechtsnachfolge das Wappen der 1948 aufgelösten Gemeinde Oestringen fort, genehmigt durch den Niedersächsischen Minister des Innern 1949: „In Silber ein springendes rotes Roß.“ |
| Stadt Varel         |        | Genehmigt durch den Reichsstatthalter von Oldenburg und Bremen am 1. Oktober 1937: „In Blau eine silberne Zinnenmauer mit offenem Tor; darin ein gelehnter goldener Anker; darüber ein zweigeschossiger Zinnenturm, den rechts ein golenes Ankerkreuz, links eine goldene heraldische Rose begleiten.“ |
| Gemeinde Wangerland |        | Wangerland führt in Rechtsnachfolge das Wappen der Gemeinde Minsen fort, beschlossen durch den Rat der Gemeinde 1972, genehmigt ????: „Auf blauem Grund das Seewiefken mit unbekleidetem Oberkörper und das blonde Haar zu einem Zopf geflochten, die rechte Hand mit drohendem Zeigefinger, der silberne, schuppenbedeckte Unterkörper als Schwanzflosse endend.“                                                                                             |
| Gemeinde Wangerooge |        | Genehmigt am 20. Juni 1975: Das Wappen zeigt „in Gold einen mit einem von Blau und Silber mehrfach geteilten, oben dornenförmigen Drillingsbalken hinterlegten roten Turm mit drei blauen Spitzenhauben, deren mittlere herausragt, belegt mit einem blauen Wappenschild, darin ein goldener, rot bewehrter, rechts gewendeter Löwe.“ |
| Gemeinde Zetel      |        | Genehmigt durch den Niedersächsischen Minister des Innern 1949: „In Blau fünf fächerförmig angeordnete goldene Ähren; die durchgehenden Halme überdeckt durch einen gesenkten goldenen Balken, darin ein rotes Weberschiffchen mit goldener Spule und Faden.“ |

## Ehemalige Städte und Gemeinden sowie historische Wappen
| Stadt oder Gemeinde      | Wappen | Kommentare |
| ------------------------ | ------ | --- |
| Gemeinde Cleverns-Sandel |        | Genehmigt durch den Präsidenten des Verwaltungsbezirkes Oldenburg am 13. April 1951: „In Silber ein nach unten offenes rotes Hufeisen, in dem ein grünes Kleeblatt schwebt.“ Zum 1. Juli 1972 wurde die Gemeinde Cleverns-Sandel in die Kreisstadt Jever eingegliedert und bildet dort die beiden heutigen Ortsteile Cleverns und Sandel. |
| Gemeinde Gödens          |        | Genehmigt durch den Regierungspräsidenten in Aurich am 24. September 1963: „Von Gold und Blau im Zinnenschnitt geteilt; oben ein wachsender rotbewehrter schwarzer Löwe, der in den Pranken ein schwarzes Richtrad (Wederad) hält; unten drei zwei zu eins gestellte silberne Ringe.“ Zum 1. Juli 1972 wurde die Gemeinde Gödens in die Gemeinde Sande eingemeindet und wechselte damit vom ostfriesischen Landkreis Wittmund zum Landkreis Friesland.                  |
| Gemeinde Hohenkirchen    |        | Genehmigt durch den Präsidenten des Verwaltungsbezirkes Oldenburg am 14. April 1949: „Gespalten von Blau und Gold, vorne pfahlweise drei silberne fliegende Möwen, hinten eine rote lilienförmige Spitze eines Gerichtszepters.“ Zum 1. Februar 1971 schlossen sich die Gemeinden Hohenkirchen (Oldenburg), Minsen und Tettens zur neugebildeten Gemeinde Wangerland zusammen.                                                                                          |
| Gemeinde Hooksiel        |        | Genehmigt durch den Präsidenten des Verwaltungsbezirkes Oldenburg am 31. Oktober 1949: „In Blau auf silbernen Wellen mit zwei blauen Wellenkämmen ein goldenes einmastiges Segelboot mit zwei silbernen Vorsegeln und einem Hauptsegel an goldenen Rahen; aus der Schiffsmitte ein schräg nach links heraushängendes rotes Fischernetz.“ Zum 1. Juli 1972 wurde Hooksiel in die zum 1. Februar 1971 neugebildete Gemeinde Wangerland eingegliedert.                     |
| Gemeinde Minsen          |        | Genehmigt durch den Präsidenten des Verwaltungsbezirkes Oldenburg am 7. Juli 1952: „Auf blauem Grund das Seewiefken mit unbekleidetem Oberkörper und das blonde Haar zu einem Zopf geflochten, die rechte Hand mit drohendem Zeigefinger, der silberne, schuppenbedeckte Unterkörper als Schwanzflosse endend.“ Zum 1. Februar 1971 schlossen sich die Gemeinden Hohenkirchen (Oldenburg), Minsen und Tettens zur neugebildeten Gemeinde Wangerland zusammen.           |
| Gemeinde Neuenburg       |        | Genehmigt durch den Niedersächsischen Minister des Innern am 9. November 1951: „.“ Zum 1. Juli 1972 wurde Neuenburg nach Zetel eingemeindet. |
| Gemeinde Oestringen      |        | Genehmigt durch den Reichsstatthalter von Oldenburg und Bremen ????: „In Silber ein springendes rotes Roß.“ 1948 wurde die 1933 aus den Gemeinden Cleverns, Sande, Sandel und Schortens neugebildete Gemeinde Oestringen in die drei Gemeinden Cleverns-Sandel, Sande und Schortens aufgeteilt. Die heutige Stadt Schortens führt in Rechtsnachfolge das Wappen fort.                                                                                                   |
| Gemeinde Sillenstede     |        | Genehmigt am 19. Februar 1951: „Zweimal geteilt: oben in Blau nebeneinander drei goldene gesprenkelte Kiebitzeier; in der Mitte in Gold zwei übereinander liegende blaue aalförmige Fische; unten in Rot ein goldener dreifüßiger Topf.“ Zum 1. Juli 1972 wurde Sillenstede nach Schortens eingemeindet. |
| Gemeinde Tettens         |        | Genehmigt durch den Präsidenten des Verwaltungsbezirkes Oldenburg am 3. Mai 1949: „Geteilt von Rot und Silber, oben ein goldener Doppelkopfadler, unten zwei schräglinks liegende blaue Balken.“ Zum 1. Februar 1971 schlossen sich die Gemeinden Hohenkirchen (Oldenburg), Minsen und Tettens zur neugebildeten Gemeinde Wangerland zusammen. |
| Gemeinde Varel-Land      |        | Genehmigt durch den Reichsstatthalter von Oldenburg und Bremen 1938: „In Silber ein goldener Rundschild mit blauem Bord und sechs kreuzförmigen blauen Beschlägen, überdeckt mit drei schräggekreuzten roten Speeren, deren blaue Spitzen nach unten und oben rechts und links zeigen; an den Schaftendenje ein halbmondförmiges blaues Eisen.“ Zum 1. Juli 1972 wurde die Gemeinde Varel-Land aufgelöst und auf die Stadt Varel und die Gemeinde Wiefelstede aufteilt. |
| Gemeinde Waddewarden     |        | Genehmigt durch den Präsidenten des Verwaltungsbezirkes Oldenburg am 15. September 1949: „Geteilt von Gold und Blau, oben ein roter schreitender roter Löwe, unten zwei zueinander geneigte goldene Kleeblätter.“ |